# 날으는 해병대
날으는 해병대(Flying Leathernecks)는 미국에서 제작된 니콜라스 레이 감독의 1951년 영화이다. 존 웨인 등이 주연으로 출연하였고 에드먼드 그레인저 등이 제작에 참여하였다. 알려진 다른 제목은 태평양작전이다.

## 출연

### 주연
- 존 웨인
- 로버트 라이언

### 조연
- 돈 테일러
- 재니스 카터
- 제이 C. 플리펜
- 윌리엄 해리갠
- 제임스 벨
- 배리 켈리
- 애덤 윌리엄스
- 제임스 돕슨
- 카리턴 영
- 브렛 킹
- 고든 게버트
- 밀번 스톤

## 같이 보기
- 근접항공지원